# استیلپو

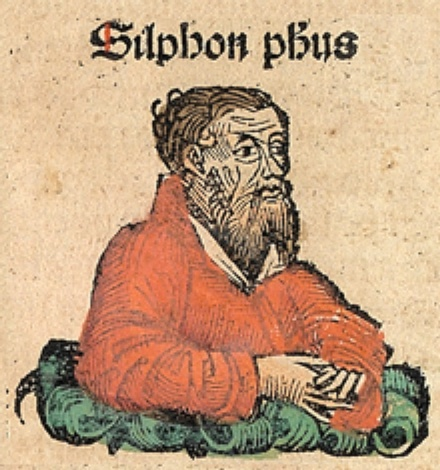
تصویر استیلپو از کتاب تاریخ نورنبرگ. در این کتاب از وی به عنوان یک دانشمند قرون وسطی یاد شده است..

استلپو (به انگلیسی: Stilpo، به یونانی:Στίλπωνος) فیلسوف یونانی و از پیروان مکتب مگارایی بود. وی حوالی سال های ۳۶۰ تا ۲۸۰ پیش از میلاد زندگی میکرد و با نام استیلپون نیز معروف است. زندگی او همزمان با حیات دانشمندانی چون تئوفراستوس ، دیودوروس کرونوس و کراتس تبسی بود. مباحث مورد علاقه او منطق و دیالکتیک بود و متأسفانه هیچ یک از آثار وی باقی نمانده است.

## فلسفه
ما تنها عناوینی از نظرات فلسفی که به او نسبت داده شده است را می‌دانیم. او به مکتب فلسفی مکتب مگارایی تعلق داشت، اما از آموزه‌های او در قطعات و گفته‌های اندکی که از او نقل شده است، اطلاعات کمی داریم.

#### منطق
استیلپو استدلال می‌کرد که جنس یا همان کلی در فرد و مصداق خاص جای ندارد. او می‌گفت: «هرکس از هر فردی سخن بگوید در واقع از هیچ‌کس سخن نگفته است، چرا که نه از این یکی و نه از آن یکی صحبت نمی‌کند. چرا باید از این یکی باشد و نه از آن یکی؟ بنابراین سخن گفتن از این فرد ممکن نیست.» یکی از مثال‌های او این بود که «سبزیجات این چیزی که اکنون نشان داده شده نیستند. چرا که سبزیجات ده هزار سال پیش هم وجود داشتند، پس این چیزی که اکنون اینجا است، سبزیجات نیست.» طبق گفتهٔ سیمپلیسیوس، «به اصطلاح مگاری‌ها پذیرفته بودند که آنچه ویژگی‌های متفاوتی دارد، متفاوت است و اینکه چیزهای متنوع از یکدیگر جدا هستند، به نظر می‌رسید که ثابت کرده‌اند هر چیزی از خودش جداست. از این رو چون سقراط موسیقی‌دان ویژگی دیگری نسبت به سقراط خردمند است، سقراط از خودش جدا بود.»
به این ترتیب نمی‌توان چیزی را به چیز دیگری نسبت داد؛ به عبارت دیگر، جوهر چیزها را نمی‌توان با استفاده از محمول‌ها به دست آورد. پلوتارک نقل می‌کند که استیلپو استدلال می‌کرد:
«اسب بودن با دویدن فرق دارد. چرا که وقتی از ما تعریف یکی و دیگری را می‌پرسند، ما برای هر دوی آنها تعریف یکسانی نمی‌دهیم؛ و بنابراین آنها که یکی را به دیگری نسبت می‌دهند اشتباه می‌کنند. چرا که اگر نیکو همان مردم باشد و دویدن همان اسب، چگونه نیکو هم از غذا و دارو گفته می‌شود، و باز هم (به نام ژوپیتر) دویدن از شیر و سگ؟ اما اگر محمول متفاوت است، پس به درستی نمی‌گوییم که شخصی نیکو است و اسب می‌دود.»
پلوتارک در اینجا اشاره می‌کند که کولوتس به طور پرطمطراق به استیلپو حمله کرد، گویی که او زندگی عادی را نادیده گرفته است: «چگونه می‌توانیم زندگی کنیم، اگر نتوانیم فردی را نیکو بخوانیم، یا کسی را فرمانده بنامیم، بلکه باید فرد را به صورت جداگانه انسان، نیکو نیکو، و فرمانده فرمانده بنامیم.» اما پلوتارک به نوبه خود پاسخ داد: «آیا کسی هست که به خاطر این موضوع بدتر زندگی کرده باشد؟ آیا کسی هست که این را بشنود و آن را به عنوان سخنی از فردی که با دلاوری سخن می‌گوید و این پرسش منطقی را برای تقویت ذهن دیگران مطرح می‌کند، درک نکند؟»